# 平方反比定律

S代表光源，而r代表測量點。光線的總數取決於光源的強度並且與增加的距離恆定。光線的密度越高（每單位面積的光線）意味著更強的光場。光線的密度與光源的距離的平方成反比，是因為球的表面積隨著半徑的平方而增加。因此，光場的強度與光源的距離的平方成反比

反平方定律（英語：Inverse-square law）是一个物理学定律，又称平方反比定律、逆平方律、反平方律；如果任何一个物理定律中，某种物理量的分布或强度，会按照距离源的平方反比而下降，那么这个定律就可以称为是一个反平方定律。
例子：

## 牛頓萬有引力定律
引力是具有质量的物体之间的吸引力。牛顿定律指出：
两个点质量之间的引力与其质量的乘积成比例，与它们距离的平方成反比。引力总是吸引的，并在它们的连线上起作用。
如果每个物体中物质的分布是球形对称的，则对象可以视为点质量，而不用近似，如壳层定理所示。否则，如果我们想要计算巨大物体之间的吸引力，我们需要以矢量方式添加所有点位吸引力，而净吸引力可能不为精确的平方反比。但是，如果巨大物体之间的距离与其大小相比要大得多，那么在计算引力时，将质量视为位于物体[质心]的点质量是合理的。
作为引力定律，1645年伊斯梅尔·布利亚尔杜斯（Ismaël Bullialdus）提出了这一万有引力定律。但布利亚尔杜斯不接受开普勒的第二和第三定律，他也不欣赏克里斯蒂安·惠更斯的圆周运动理解（由中央力量拉到一边的直线运动）。 事实上，布利亚尔杜斯认为太阳的力量在近地点吸引，在远地点排斥。罗伯特·胡克和乔瓦尼·阿方索·博雷利在1666年都把引力作为一种有吸引力的力量(胡克于3月21日在伦敦皇家学会的"重力"讲座;博雷利的《行星理论》于1666年晚些时候出版)）。 胡克在1670年格雷舍姆的讲座中说，引力适用于“所有天体”，并增加了引力随着距离而减弱，在没有这种力时，物体以直线移动的原则。到1679年，胡克认为引力具有反向平方性，并在给艾萨克·牛顿的一封信中传达了这一点：“我的假设是，吸引力总是与中心的距离的倒数成平方关系“ 。
胡克仍然对牛顿声称发明这一原理感到痛苦， 尽管牛顿的1686年《原理》承认了胡克，与雷恩和哈雷一起，分别发现了太阳系中的逆平方定律，以及部分归功于布利亚尔杜斯。

## 庫侖定律
两个带电粒子之间的吸引力或排斥力，不仅与电荷的乘积成正比外，还与它们之间的距离的平方成反比，这被称为库仑定律。指数与2的偏差小于 1015分之1。
{\displaystyle F=k_{\text{e}}{\frac {q_{1}q_{2}}{r^{2}}}}